# Cigales
Cigales település Spanyolországban, Valladolid tartományban. Cigales Mucientes, Villalba de los Alcores, Corcos, Cabezón de Pisuerga, Santovenia de Pisuerga, Valladolid, Fuensaldaña és Ampudia községekkel határos. Lakosainak száma 5364 fő (2024).

## Története
A településen halt meg II. Lajos magyar király özvegye, Mária királyné 1558. október 18-án.

## Népesség
A település népessége az utóbbi években az alábbiak szerint változott:
| Lakosok száma | 3059 | 3335 | 3876 | 4376 | 4871 | 5008 | 5067 | 5235 | 5286 | 5364 |
|               | 2001 | 2004 | 2007 | 2009 | 2012 | 2014 | 2017 | 2019 | 2022 | 2024 |